# Günter Ploß

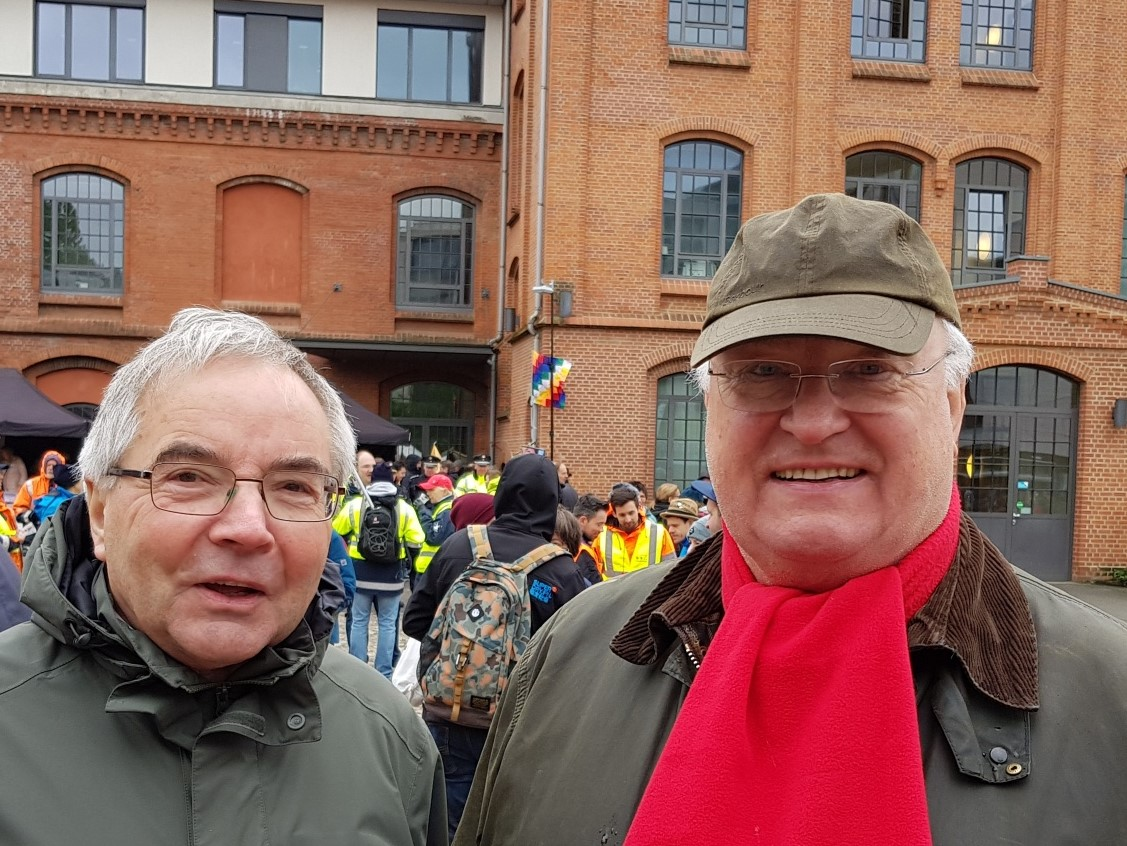
Günter Ploß (links) mit Christian Zahn bei der Mai-Kundgebung des DGB in Hamburg 2018

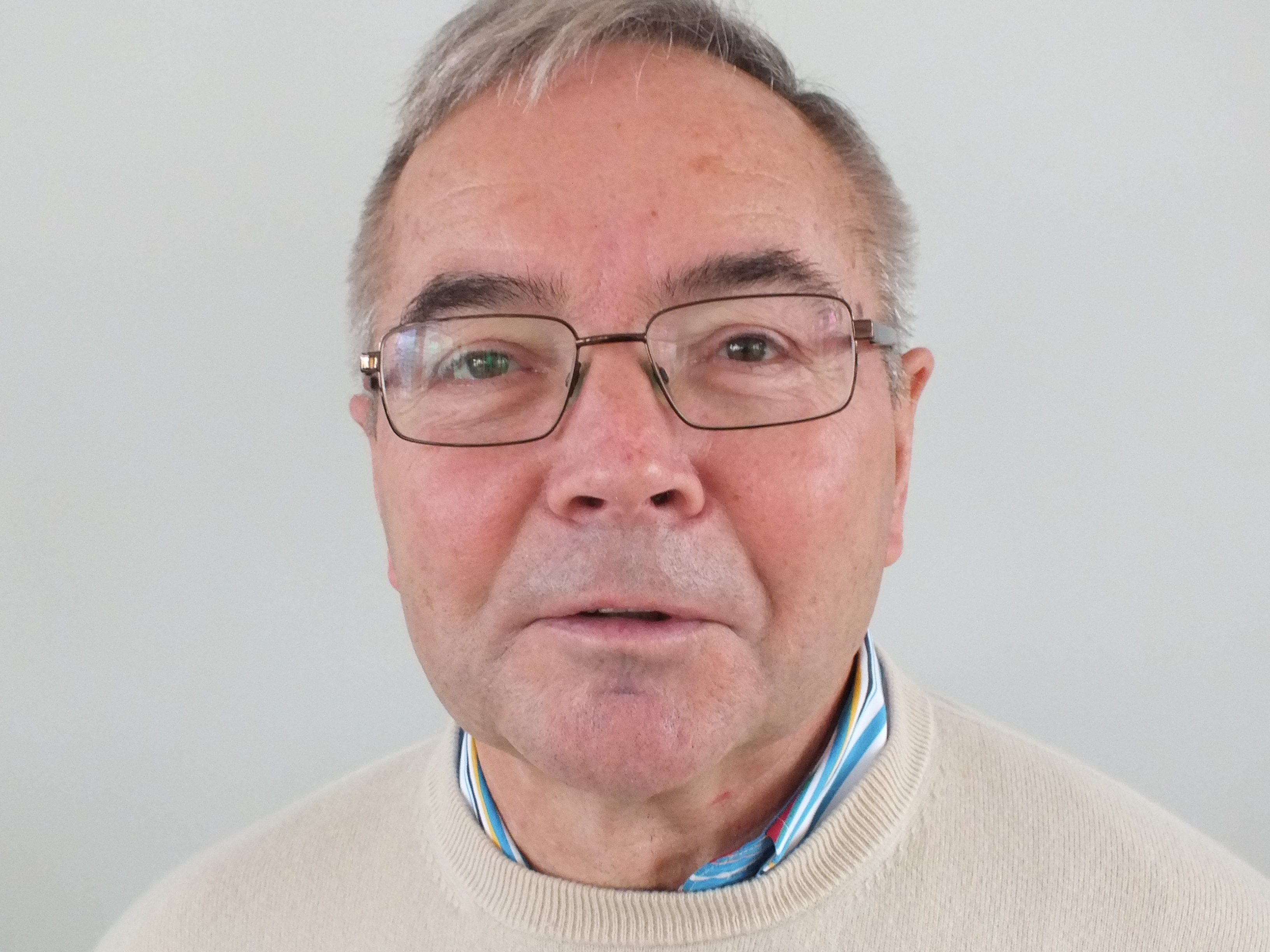
Günter Ploß, Oktober 2016

Günter Ploß (* 1. Juli 1947 in Hamburg) ist ein deutscher Gewerkschafter, Sozialpolitiker und Sportfunktionär. Er war von 1971 bis 1991 Gewerkschaftssekretär bei der Deutschen Angestellten-Gewerkschaft (DAG, heute ver.di).

## Biografie

### Ausbildung
Günter Ploß, Sohn eines Tischlers und einer Verkäuferin, absolvierte nach der Realschule in Hamburg von 1964 bis 1967 eine Lehre als Industriekaufmann. Von 1967 bis 1968 leistete er seinen Wehrdienst in Flensburg ab. Anschließend nutzte er dann die Möglichkeiten des Zweiten Bildungsweges und studierte an der Hochschule für Wirtschaft und Politik (HWP) in Hamburg von 1968 bis 1971 (Abschluss als Diplom-Betriebswirt).

### Beruflicher Werdegang
Günter Ploß ist seit 1971 Mitglied der DAG und ist 1972 der SPD beigetreten. Von 1971 bis 1991 war er als Gewerkschaftssekretär bei der Deutschen Angestellten-Gewerkschaft im Jugend- und Sozialversicherungsbereich tätig. Anschließend von 1991 bis 2012 arbeitete er beim Verband der Ersatzkassen e.V. (vdek), zunächst als Leiter der Landesvertretung Schleswig-Holstein und in gleicher Funktion in Hamburg ab 2001. Seit 1993 gehört er als DAG- bzw. ver.di-Mitglied der Vertreterversammlung und der Bundesvertreterversammlung der Deutschen Rentenversicherung Bund (vormals Bundesversicherungsanstalt für Angestellte, BfA) an. Bei der Sozialwahlen 2017 ist er wieder in die Vertreterversammlung der Deutschen Rentenversicherung Bund (DRV) gewählt worden. ver.di hat mit der Internet-Plattform „Sozialversicherung-watch“ einen bundesweiten Dialog zwischen den Mitgliedern der Selbstverwaltung in der Sozialversicherung und den dort Versicherten hergestellt. Günter Ploß gibt dort Auskunft über seine Tätigkeit und unterstützt Versicherte bei ihren Anfragen.
Günter Ploß ist Sylt-Liebhaber. Seit über 40 Jahren verbringt er seinen Urlaub dort.

### Sportfunktionär
Ploß begann seine Betätigung als Sportfunktionär beim Walddörfer SV, war bei dem Verein Pressewart und Leiter der Volleyballabteilung. Von 1973 bis 1991 war er Vorsitzender des Hamburger Volleyball-Verbandes. Ploß war im November 1991 Mitgründer des 1. VC Hamburg und von 1992 bis 1994 Vorsitzender des Vereins. Bis November 1992 gehörte er als Vizepräsident für Finanzen dem Vorstand des Deutschen Volleyball-Verbands an. Von 2005 bis 2014 war er ehrenamtlicher Präsident des Hamburger Sportbundes. Im März 2014 trat Ploß das Amt des Vorsitzenden der Konferenz der Landessportbünde an.

## Auszeichnungen
- 2015: DOSB-Ehrennadel[9]
- ab 2015: Ehrenpräsident des Hamburger Sportbundes
- 2023: Verdienstmedaille der Deutschen Rentenversicherung